# روح من را حفظ کن
روح من را حفظ کن (انگلیسی: My Soul to Take) یک فیلم اسلشر آمریکایی در سال ۲۰۱۰ به نویسندگی و کارگردانی وس کریون است. این اولین فیلم او از سال ۱۹۹۴ به بعد کریوین با عنوان کابوس جدید وس کریون است که نویسندگی، تهیه کنندگی و کارگردانی آن را بر عهده دارد. در این فیلم مکس تیریوت به عنوان قهرمان اصلی نقش آدام «باگ» هلرمن بازی می‌کند که یکی از هفت نوجوانی است که برای مرگ انتخاب شده‌است.